# Daniel Arnau i Tortonda
Daniel Arnau i Tortonda   (Estivella, 26 de novembre de 1887 - Estivella, 2 de setembre de 1955), conegut com a Deny o Danny Aloha, va ser un músic i baríton valencià, pioner en la difusió de l'ukelele i la música hawaiana a Europa. Nascut en una família musical, va iniciar-se en el cant i es va establir als EUA el 1918. Va estudiar la cultura i música hawaianes a Honolulu i va aconseguir popularitat amb la seva pròpia orquestra. Va viatjar per Europa, on va establir-se a París i va realitzar diversos concerts. Va retornar a Estivella després de la Guerra Civil Espanyola, on va continuar la seva tasca docent fins a la seva mort.

## Discografia
- La Paloma / Maria-Marì – La Voce Del Padrone – Itàlia – 1943
- Encantador de la guitarra hawaiiana – Stylo Magic – Regne Unit – 2001 (Recopilatori)